# Aristide von Bienefeldt
Aristide von Bienefeldt (1964-2016), pseudoniem van Rijk de Jong (Rozenburg, 24 oktober 1959 – Rotterdam, 15 januari 2016), was een Nederlands schrijver.

## Biografie
De Jong werd geboren op de herenboerderij uit 1826 van zijn ouders en groeide op in Rotterdam. Hij begon een studie rechten maar ging later naar de kunstacademie in Rotterdam. Hij debuteerde in juni 2002 met Bekentenissen van een stamhouder, waarbij door de uitgever Meulenhoff de persoon van de schrijver als een "mogelijke mystificatie" werd opgevoerd. De debuutroman, die zich voornamelijk afspeelt in Londen en Parijs (ook de verblijfplaatsen van de schrijver zelf) werd over het algemeen positief ontvangen; bij de Frankfurter Buchmesse van 2002 meldde de uitgever dat er veel belangstelling bestond voor de verkrijging van de vertaalrechten van dit debuut. Het boek is echter niet vertaald. Het boek gaat over een jongeman met honger naar seks met andere mannen, en over voortkomen uit een aristocratisch geslacht van moeders kant en een boerenfamilie van vaders kant.
In 2003 verscheen zijn tweede roman, Een beschaafde jongeman, die zich afspeelt in Parijs nadat de hoofdpersoon een rechtenstudie in Rotterdam heeft afgebroken en waarin aids een rol speelt. In 2004 verscheen een bijdrage van Von Bienefeldt in Magazijn, een keer per jaar verschijnend tijdschrift dat de dertien "beste jonge (Nederlandstalige) schrijvers van nu" bijeenbracht.
Von Bienefeldt bleek in 2006 een bewonderaar van Gerard Reve; de mooiste zin van die laatste schrijver vond hij: "Hij keek naar alles met een behoedzaam speuren en een tobbend dromen. Wel alles waarnemend, maar zonder het te kunnen duiden". Daarnaast was hij ook een bewonderaar van Louis Couperus over wie hem in 2006 een interview werd afgenomen.
Precies vijf jaar na zijn debuut, in juni 2007, verscheen zijn derde roman: Leer mij Walter kennen; ook deze roman speelt zich deels in Londen en Parijs af en vertelt het verhaal van een escortboy die zich speciaal op mannen richt. In 2010 verscheen zijn vierde roman: De zus die Anna Magnani niet was. In 2011 vertrok Von Bienefeldt bij zijn eerste uitgever Meulenhoff na allerlei perikelen.
In 2012 raakte zijn eigen naam bekend in de pers rond de onteigening van de herenboerderij van zijn ouders in verband met de aanleg van de autosnelweg A24. De Jong besloot weer bij zijn, toen 85-jarige, moeder te gaan wonen om haar bij te staan in alle processen rond die onteigening. In 2014 publiceerde hij onder zijn eigen naam het verhaal over de onteigening in het boek En weer zat er een Paul Newman in de keuken.
In 2014 verscheen ook De avonturen van mijn rode flesje bij uitgeverij De Kleine Uil, een bundeling van columns die hij sinds 2011 als vaste medewerker had geschreven voor de literaire website Tzum.
In 2015 werd bekend dat hij aan kanker leed en op 15 januari 2016 overleed hij aan de gevolgen van deze ziekte. Enkele weken later, op 4 februari 2016, verscheen zijn novelle Hotel Malinconia, opnieuw zich afspelend in Parijs.

### Onder het pseudoniem Aristide von Bienefeldt
- Bekentenissen van een stamhouder. Amsterdam, 2002.
- Een beschaafde jongeman. Amsterdam, 2003.
- Leer mij Walter kennen. Amsterdam, 2007.
- De zus die Anna Magnani niet was. Amsterdam, 2010.
- De avonturen van mijn rode flesje. [Groningen, 2014].
- Hotel Malinconia. Baarn, 2016.

### Onder de naam Rijk de Jong
- En weer zat er een Paul Newman in de keuken. Baarn, 2014.